# Smirnovipina barentsiana
Smirnovipina barentsiana is een eenoogkreeftjessoort uit de familie van de Smirnovipinidae. De wetenschappelijke naam van de soort is voor het eerst geldig gepubliceerd in 1931 door Smirnov.